# 1555

## Починали
- Анри II, крал на Навара, 25 май
- 23 март – Юлий III, римски папа
- 12 април – Хуана Кастилска, кралица на Кастилия
- 1 май – Марцел II, римски папа
- 17 май – Николай Софийски, християнски мъченик